# Trigonometria racional
Trigonometria racional é uma proposta de reformulação da métrica das geometrias plana e sólida (a qual inclui trigonometria) pelo matemático canadense Norman J. Wildberger, atualmente professor associado na Universidade de Nova Gales do Sul. Suas ideias são apresentadas no seu livro de 2005 Divine Proportions: Rational Trigonometry to Universal Geometry. De acordo com a publicação New Scientist, parte de sua motivação para uma alternativa à trigonometria tradicional era evitar alguns problemas que ocorrem quando séries infinitas são usadas em matemática. A trigonometria racional evita o uso direto de funções transcendentes, como seno e cosseno, substituindo-as por seus equivalentes quadráticos.